# Ground truth
Ground truth (фундаментальна істина) — термін, що використовується в різних сферах для позначення інформації, що підтверджується шляхом безпосереднього спостереження (тобто емпіричних доказів) на відміну від інформації, яка отримана як умовивід.

## Статистика та машинне навчання
«Ground truth» може розглядатися як концептуальний термін пов'язаний з пізнанням істини щодо конкретного питання. Це ідеальний очікуваний результат. Вона використовується в статистичних моделях для доведення або спростування гіпотез досліджень. Термін «ground truthing» стосується процесу збору відповідних об'єктивних даних для цього тесту. Порівняйте із золотим стандартом. Наприклад, припустимо, що ми тестуємо систему стерео бачення, щоб простежити, наскільки добре вона може оцінювати тривимірні позиції. «Ground truth» можуть бути позиції, що задаються лазерним далекоміром, який, як відомо, набагато точніший, ніж система камери.
Байєсівська фільтрація спаму — поширений приклад наглядового навчання. У цій системі алгоритм навчений вручну відрізняти спам і не-спам. Це залежить від ground truth повідомлень, які використовуються для тренування алгоритму — неточності в ground truth будуть корелювати з неточностями у результатах передбачення спам/не-спам.

## Дистанційне зондування
У дистанційному зондуванні «ground truth» позначає інформацію, зібрану за місцем розташування. Ground truth дозволяє зображенням пов'язуватися з реальними ознаками та матеріалами на місцях. Збір ground truth даних дозволяє калібрувати дані дистанційного зондування, а також допомагає в інтерпретації та аналізі того, що відчувається. Приклади містять картографію, метеорологію, аналіз аерофотознімків, супутникові знімки та інші методи, в яких дані збираються на відстані.
Ground truth зазвичай робиться на місці, виконуючи спостереження на поверхні та вимірювання різних властивостей ознак заземлюючих клітин, що вивчаються на сенсовому цифровому зображенні віддалено. Це також передбачає визначення географічних координат комірки роздільної здатності за допомогою технології GPS та порівняння координат з «пікселями», що надало програмне забезпечення дистанційного зондування, щоб зрозуміти та проаналізувати помилки розташування та те, як це може вплинути на конкретне дослідження.
Ground truth також допомагає при корекції атмосфери. Оскільки зображення із супутників, очевидно, повинні проходити через атмосферу, вони можуть спотворюватися через поглинання в атмосферу. Тож ground truth може допомогти повністю визначити об'єкти на супутникових фотографіях.

## Військове використання
Американський військовий сленг використовує «ground truth» («наземний контроль») для опису реальності тактичної ситуації — на відміну від звітів та планів місії. Термін фігурує в назві документального фільму про війну в Іраці «Сучасна правда» (2006, англ. The Ground Truth), а також у військових публікаціях, наприклад, у газеті «Stars and Stripes»: «Смуги вирішили зрозуміти, який наземний контроль в Іраку».